# Luis Rosales
Luis Rosales Camacho (Granada, 31 maggio 1910 – Madrid, 24 ottobre 1992) è stato un poeta e saggista spagnolo, esponente della cosiddetta Generazione del '36.

## Biografia
Gli inizi della sua formazione letteraria sono legati alla cerchia di artisti della rivista Gallo (anche se non vi ha mai pubblicato), come Enrique Gómez Arboleya, Manuel López Banús, Joaquín Amigo e Federico García Lorca. Nel 1930, dopo un paio di pubblicazioni sulla rivista d'avanguardia Granada Gráfica, eseguì con successo la sua prima lettura poetica al Centro Artístico y Literario di Granada. Dal 1932 a Madrid collaborò con Los Cuatro Vientos, considerata l'ultima rivista collettiva del gruppo di poeti della Generazione del '27. Nella capitale spagnola conobbe Luis Felipe Vivanco e Dionisio Ridruejo, compagni di quella che verrà poi chiamata la Generazione del '36, di cui fece parte. Oltre alla loro affinità, a unirli era l'intimo cattolicesimo e il loro conservatorismo sociale. Nel 1935 pubblicò Abril.
Nell'agosto 1936, subito dopo l'inizio della guerra civile spagnola, Federico García Lorca si era rifugiato a Granada in casa dell'amico Rosales, credendo così di essere al sicuro da rappresaglie. Luis Rosales non poté però impedire il suo arresto, nonostante la sua posizione all'interno della destra di Granada.
Nel 1937 pubblicò sul quotidiano Patria di Granada, il poema "La voce dei morti", probabilmente uno dei più importanti scritti durante la guerra civile, su tutte le vittime di entrambe le parti. Da quello stesso anno Rosales collaborò alla rivista falangista Jerarquía. La sua opera successiva, del 1939, La mejor reina de España. Figuración en prosa y verso, scritta in collaborazione con Luis Felipe Vivanco, è intrisa dell'ideologia falangista e rievoca le glorie del passato della Spagna.
Dopo la guerra civile scrisse sul quotidiano Arriba España e sulla rivista Escorial. Nel 1951 ottenne il Premio nazionale di Poesia per il poema La casa encendida.
Fu segretario di redazione e direttore dei Cuadernos Hispanoamericanos. Tra i suoi saggi spiccano Cervantes y la libertad (1960) e Pasión y muerte del Conde de Villamediana (1962).
Membro della Real Academia Española e della Hispanic Society of America dal 1962. Incoraggiò e sostenne la restaurazione della monarchia in Spagna, prima con il Conte di Barcellona e poi con il figlio Juan Carlos di Borbone.
Dopo la transizione democratica fu vincitore del Premio Miguel de Cervantes nel 1982 per il complesso della sua opera letteraria. Dal 1986 alla morte collaborò con il quotidiano conservatore ABC.

## Opere
- Luis Rosales, Obras Completas, Voll. VI, Trotta Editorial, Madrid, 1998

In italiano
- La casa illuminata, Liguori editore, 2010